# Gottfried III. von Raabs
Gottfried III. von Raabs († um 1160) war von ca. 1146 bis ca. 1160 Burggraf der mittelalterlichen Burggrafschaft Nürnberg.

## Leben
Gottfried III. entstammte den Grafen von Raabs, einem Adelsgeschlecht von Edelfreien, deren Bezeichnung der in Niederösterreich gelegenen Burg Raabs entlehnt worden war. Gottfried III. war Sohn und Neffe der beiden ersten Burggrafen, seines Vaters Gottfried II. von Raabs und dessen Bruders Konrad I. von Raabs. Obwohl diese beiden das Burggrafenamt bereits seit ca. 1105 faktisch ausgeübt hatten, wurde Gottfried III. 1154 zum ersten Mal ausdrücklich mit dem entsprechenden Titel burggravius de Norinberg bezeichnet. Seine Nachfolge als Burggraf trat sein Vetter Konrad II. von Raabs an, mit dem die männliche Linie der Grafen von Raabs ca. 1191/1192 erlosch.